# Берегово
Бе́регово (укр. Бе́регове, венг. Beregszász) — город в Закарпатской области на западе Украины, в 72 км к юго-востоку от областного центра города Ужгорода. Административный центр Береговского района и Береговской городской общины. Основной центр венгерской культуры Украины.

## История
Город Лампертхаза (Lampertháza) был основан принцем Ламбертом. В 1240—1241 годах город был разрушен татарскими войсками. Ради восстановления города и заселения территории король Бела IV пригласил немецких переселенцев из Саксонии (саксов, от имени которых город и получил своё венгерское название Берегсас), которым предоставил определённые торговые привилегии.
С 1271 года город стал центром комитата Берег.
В 1247 году Берегово получило статус города, а в 1342 году — свободного королевского города, с очередными привилегиями. В 1504 впервые появляется название Берегсас (Beregszász).
В 1566 году город был вновь уничтожен татарами, 17 июня 1657 года сожжён польскими войсками, 1686 — войсками Габсбургов.
22 мая 1703 года на торговой площади города Томаш Эссе объявил восстание против Габсбургов. После подавления восстания Карл VI Габсбург забрал город вместе с имениями рода Ракоци и в 1728 передал Шенборнам (нем. Schönborn).
После распада Австро-Венгрии в конце 1918 года город остался на территории Венгрии, здесь была провозглашена власть Венгерской Советской Республики, но затем он был оккупирован румынскими войсками, и по Трианонскому договору перешёл к Чехословакии.
После Мюнхенского соглашения 1938 года обстановка в Чехословакии осложнилась, 14 марта 1939 года была провозглашена независимость Словакии, в этот же день венгерские войска перешли в наступление в Закарпатье и город оказался в составе Венгрии. 26 октября 1944 года занят Красной армией.
В 1945 году вместе с Закарпатьем вошёл в состав СССР, в декабре 1945 года здесь началось издание газеты, в январе 1946 года стал городом Закарпатской области УССР.
В 1977 году здесь была построена гостиница «Виноградiв» (архитектор И. Буковинский).
В 1984 году здесь была организована картинная галерея, в 1987 году — музей Закарпатской геологической экспедиции.
В январе 1989 года население составляло 30 157 человек, здесь действовали мебельный комбинат, деревообрабатывающий комбинат, майоликовый завод, а также предприятия лёгкой и пищевкусовой промышленности.
В мае 1995 года Кабинет министров Украины утвердил решение о приватизации находившихся в городе завода точной механики, АТП-12137 и станции технического обслуживания № 12197, опытно-экспериментального завода диагностического и гаражного оборудования, завода «Закарпатье», швейной фабрики, райсельхозтехники, райсельхозхимии и ПМК № 193, в июле 1995 года было утверждено решение о приватизации маслозавода.
17 мая 2001 года Берегово получило статус города областного значения.
В феврале 2002 года было возбуждено дело о банкротстве комбината хлебопродуктов.
В ходе местных выборов 2010 года параллельно состоялся референдум по предложенному городским головой Иштваном Гайдошем вопросу о возвращении исторического венгерского названия Берегсас: участвовали 51 % избирателей, из них 52 % поддержали возвращение исторического названия.
В октябре 2018 года находившийся здесь лицей передали на баланс местного бюджета.

## География
Город расположен на северо-восточной окраине Венгерской равнины. В окрестностях имеются невысокие горы, большей частью засаженные виноградниками. Горы состоят из глины, известковых пород, песка. В десятке километров к северу от Берегова начинаются горы Карпаты. Средняя высота Берегова над уровнем моря 108 м.
Через город протекает канал Верке (укр. Вирка, венг. Vérke) шириной в разных частях от 5 до 12 м, соединяющий речки Боржава (укр. Боржава, венг. Borzsa) и Латорица (укр. Латориця, венг. Latorca). Из-за загрязнённой воды канал никогда не был пригоден для водоснабжения города. До 60-х годов 20-го века в канале водилась рыба, а не особо брезгливые люди купались в нём. Позднее канал стал фактически сточной канавой. Ближайшей речкой, пригодной для купания, является р. Боржава на расстоянии около 8 км от города. Недалеко от города (с. Вары) Боржава впадает в реку Тиса.
Население снабжается водой преимущественно из колодцев. Почвенные воды подпитываются в значительной мере из речки Боржава, вода которой богата кальцием. Поэтому вода в колодцах жёсткая.
Лесов в окрестности мало, леса лиственные. Земля занята преимущественно сельскохозяйственными угодьями. Возделываются преимущественно виноград, злаковые, картофель, подсолнух, кукуруза, фрукты.

## Население
В 1910 году в Берегове жило 12,9 тысяч человек, из них 12 тысячи венгры, 0,2 тыс. русинов, 0,1 тыс. немцы. В 1921 году еврейское население в Берегово составляло 4592 человека, в 1941 году их число достигло 5865 человек (при общем населении 19379 человек). Большинство погибло во время немецкой оккупации города во время Второй мировой войны.
По переписи населения Украины 2001 года население Береговского горсовета составило 26 554 человека, в том числе 26 050 городского — в Берегово и 504 сельских жителей в селе Затишное.
Национальный состав населения по данным переписей населения:
| Национальность | Население-2001, тыс. чел. | Население-2001, % | Население-1989, % | 2001 год в % к 1989 |
| -------------- | ------------------------- | ----------------- | ----------------- | ------------------- |
| Венгры         | 12,8                      | 48,1              | 50,8              | 84,5                |
| Украинцы       | 10,3                      | 38,9              | 36,2              | 95,8                |
| Цыгане         | 1,7                       | 6,4               | 3,2               | 176,4               |
| Русские        | 1,5                       | 5,4               | 7,5               | 65,1                |

### Языковой состав
Родной язык населения по данным переписи 2001 года:
| Язык       | Численность, чел. | Доля     |
| ---------- | ----------------- | -------- |
| Украинский | 9 715             | 37,29 %  |
| Венгерский | 14 555            | 55,87 %  |
| Русский    | 1 661             | 6,38 %   |
| Другое     | 119               | 0,46 %   |
| Итого      | 26 050            | 100,00 % |

7 сентября 2012 года члены городского совета приняли решение присвоить венгерскому языку статус регионального.
По состоянию на январь 2021 года все решения местных советов Закарпатской области о региональных языках, в том числе и решение о присвоении венгерскому статуса регионального в Берегово, отменены.
В настоящее время украинский язык является официальным и основным языком города.
По данным Государственной службы статистики Украины в 2024/25 учебном году из 69 684 получающих общее среднее образование в городских образовательных учреждениях Закарпатской области 63 677 (91,38 %) получали образование на украинском, 5 507 (7,90 %) — на венгерском, 381 (0,55 %) — на румынском, 119 (0,17 %) — на словацком.

## Транспорт

### Автомобильный пассажирский транспорт
В городе действует автобусное маршрутное сообщение между микрорайоном Автовокзала и районом бывшей Закарпатской геолого-разведывательной экспедиции. Маршрут обслуживается двумя автобусами, которые выполняет оборотные рейсы (туда-обратно) в ежедневном режиме с 07.00 до 18.00. В выходные дни рейсы выполняются с 07.00 до 14.00.
Также действует автобусное маршрутное сообщение между микрорайоном Автовокзал и районом Берегардо (Чопивка).
Город имеет прямое автобусное междугороднее соединение с Ужгородом, а также другими городами области: Мукачевом, Виноградовом, Иршавой, Чопом, Хустом, Тячевом и Раховым.

### Железнодорожный транспорт
В городе находится промежуточная железнодорожная станция Львовской железной дороги «Берегово». Станция была открыта 24 октября 1872 года, имеет 4 пути и 2 посадочные платформы.
Через станцию «Берегово» проходят пассажирские поезда пригородного и дальнего соединения. Поезда пригородного соединения перевозят пассажиров на линии «Батево-Королево-Солотвино».
Дальнее соединение станция «Берегово» имеет со столицей Украины — городом Киев — посредством пассажирского поезда «Киев-Солотвино», который действует в ежедневном режиме.
Также станция «Берегово» обслуживает грузовые перевозки.

## Культура и достопримечательности
Берегово является центром венгерской культуры в Закарпатье. В 1990-х годах Берегово предлагали как столицу венгерского автономного округа. Но и сейчас местный Закарпатский венгерский институт имени Ференца Ракоци II готовит наибольшее на Украине количество бакалавров по венгерской филологии.
Памятники Берегова:
- Римско-католический костёл Воздвижения Святого Креста XII века, уничтоженный татарами в 1241 году, отстроенный в 1370, восстановлен в 1846;
- Дворец семьи Бетлени (1629), ныне музей Береговщины;
- Дворец комитатского суда (1908—1909 гг, арх. Ференц Яблонский), ныне Закарпатский венгерский педагогический институт.

В Берегово находятся областной государственный архив, Закарпатская геологическая экспедиция, краеведческий музей, один из лучших в области спортивных комплексов — «Закарпатье», венгерский театр, 8 школ, филиал Дрогобычского педагогического института, филиал педагогического института Ньиредьхаза.
Архитектурная доминанта города — католический собор XII—XV веков. Другие замечательные здания: Графский двор (1629), принадлежавший трансильванскому графу Габору Бетлени, гостиница «Орослан», здание казино. В городе находятся обширные винные подвалы, вырубленные в основании окружающих город холмов, в период с XVII по первую половину XX века.
- Большая синагога (1906)
- Костёл Воздвижения Святого Креста
- Центральная улица Берегова (1915)
- Дворец правосудия (необарокко)
- Реформаторская церковь
- Синагога

## Города-побратимы
- Меркуря-Чук
- Пшеворск
- Сату-Маре
- Хайдубёсёрмень